# Peter Weir
Peter Lindsay Weir (Sídney, 21 de agosto de 1944) es un director de cine australiano. Es reconocido por ser el director de películas como Witness, Dead Poets Society, Fearless, Master and Commander: The Far Side of the World, Gallipoli, The Truman Show y The Way Back, entre otras.
Weir ha sido candidato en seis ocasiones a los Premios Óscar y en cinco al Globo de Oro.

## Carrera
Después de Los coches que se comieron París (1974), su primera película, llevó al cine, en 1975, filmando de modo a la vez esteticista, lírico y misterioso, una obra de Joan Lindsay, Picnic en Hanging Rock, de 1967, donde la escritora australiana, a partir de un suceso contemporáneo (la desaparición de unas colegiales en una merienda campestre), recreaba una atmósfera enrarecida en medio de una situación cotidiana, que hacía acentuar esa ambigüedad ambiental. Peter Weir hizo una valiosa e inquietante versión homónima (Picnic at Hanging Rock); la película fue producida por Patricia Lovell, Hal y Jim McElroy; se difundió por las salas de cine artístico y supuso un salto en la consideración mundial de la cinematografía australiana.
Sus películas The Year of Living Dangerously (1982), Witness (1985) y Dead Poets Society (1989) le hicieron famoso ya en un público más mayoritario. Posteriormente realizó Master and Commander: The Far Side of the World (2003). La acción se sitúa a principios del siglo XIX, en las guerras napoleónicas. Está basado en las novelas de Patrick O'Brian, y el personaje principal es el capitán Jack Aubrey, el "Afortunado Jack" (inspirado en la vida del marino inglés Thomas Cochrane), que persigue a un barco francés; el segundo personaje central es un naturalista, que hace de contrapunto especialmente al llegar a las Islas Galápagos.
Su producción más reciente es The Way Back (2010), que narra la fuga de un grupo de presos de un campos de trabajos forzados siberiano, durante el régimen de Stalin, y el largo viaje que realizan al atravesar Asia por completo.

## Filmografía
Peter Weir ha venido realizando —pausadamente— trece películas en total. Se caracterizan por su profundidad temática; en ellas aparecen personajes que no pertenecen a un determinado mundo, pero que entran en él, y a partir de ese momento se ven modificados. También aparecen descritos en sus filmes la orfandad de ciertos personajes y sociedades, varios caracteres opuestos enfrentados y determinados catalizadores elípticos de una acción. Por otro lado, destaca su técnica visual, muy cuidadosa, y su buen manejo con los actores. Su depurada puesta en escena favorecen esa capacidad tan personal suya de insinuar lo intangible. El 22 de junio de 2022 anunciaron que le iban a dar un Oscar Honorífico tras 6 nominaciones, junto a Michael J.Fox y Diane Warren
El 20 de marzo de 2024 confirmó su retiro como director.

### Largometrajes
- The Cars That Ate Paris / The Cars That Eat People (Los coches que se comieron París, 1974)
- Picnic at Hanging Rock (Picnic en Hanging Rock, 1975)
- The Last Wave (La última ola, 1977)
- Gallipoli (1981)
- The Year of Living Dangerously (El año que vivimos peligrosamente / El año que vivimos en peligro, 1982)
- Witness (Único testigo / Testigo en peligro, 1985)
- The Mosquito Coast (La costa de los mosquitos / La costa mosquito, 1986)
- Dead Poets Society (El club de los poetas muertos / La sociedad de los poetas muertos, 1989)
- Green Card (Matrimonio de conveniencia / French Kiss, 1990)
- Fearless (Sin miedo a la vida, 1993)
- The Truman Show (El show de Truman / La historia de una vida, 1998)
- Master and Commander: The Far Side of the World (Master and Commander: Al otro lado del mundo, 2003)
- The Way Back (Camino a la libertad, 2010)

### Cortometrajes
- Three to Go (1969) (segmento "Michael")
- Homesdale (1971)
- Three Directions In Pop Music (1971)
- Incredible Floridas (1972)

### Televisión
- Man on a Green Bike (1969)
- The Plumber (1978)

## Premios y nominaciones
Premios Óscar
| Año  | Categoría            | Película                                        | Resultado |
| ---- | -------------------- | ----------------------------------------------- | --------- |
| 1986 | Mejor director       | Único testigo                                   | Candidato |
| 1990 | Mejor director       | El club de los poetas muertos                   | Candidato |
| 1991 | Mejor guion original | Matrimonio de conveniencia                      | Candidato |
| 1999 | Mejor director       | The Truman Show                                 | Candidato |
| 2004 | Mejor película       | Master and Commander: The Far Side of the World | Candidato |
| 2004 | Mejor director       | Master and Commander: The Far Side of the World | Candidato |
| 2023 | Oscar Honorífico     | Oscar Honorífico                                | Ganador   |

Globos de Oro
| Año  | Categoría                          | Película                                        | Resultado |
| ---- | ---------------------------------- | ----------------------------------------------- | --------- |
| 2003 | Mejor director                     | Master and Commander: The Far Side of the World | Candidato |
| 1998 | Mejor director                     | The Truman Show                                 | Candidato |
| 1990 | Mejor Película - Comedia o musical | Green Card                                      | Ganador   |
| 1989 | Mejor director                     | Dead Poets Society                              | Candidato |
| 1985 | Mejor director                     | Witness                                         | Candidato |